# Fylingdales
Fylingdales est une paroisse civile du Yorkshire du Nord, en Angleterre.